# North Hill (Mahé)
Der North Hill (dt.: Nord-Hügel) ist ein Hügel aus Granit an der Nordspitze der Seychellen-Insel Mahé im Distrikt Glacis.

## Geographie
Der North Hill liegt oberhalb der Ortschaft Machabee. Er ist ein Ausläufer der Montagne Glacis im Südwesten. Der North Hill erhebt sich bis auf ca. 120 m Höhe. Nach Osten erstreckt sich der Blick über den Northeast Point nach La Retraite.